# 그위친어
그위친어(Gwichʼin)는 캐나다와 미국 알래스카에 걸친 지역에 사는 원주민인 그위친족이 사용하는 애서배스카계 언어이다. 그위친족은 캐나다에서는 퍼스트 네이션, 미국에서는 알래스카 원주민의 하나로 분류된다. 오늘날 약 3천 명의 민족 인구 중 500여 명 가량이 이 언어를 모어로 사용한다.